# Rick ten Voorde
Rick ten Voorde (Emmen, 20 giugno 1991) è un ex calciatore olandese, di ruolo attaccante.